# Zir
Zir je planina visoka 850 m i nalazi se na Ličkom polju u Ličko-senjskoj županiji blizu mjesta Kik u općini Lovinac (N 44° 25' 48.7 E 15° 36' 51.5).
Zir je gora koja je dio Ličkog sredogorja, niza uzvišenja koje se pruža paralelno s Velebitom. Ličko sredogorje građeno je od vapnenca, nekadašnjeg morskoga dna, i zbog toga je puno šupljina - špilja i jama. Izdiglo se kao i cijeli Dinaridi - sudaranjem Jadranske mikroploče (koja se odvojila od Afričke) s Euroazijskom. Unutar same planine nalazi se špilja dužine 350 m s jezerom. S vrha Zira pruža se otvoreni pogled u svim smjerovima.
Dvije su predaje o porijeklu njegova imena. Prva je da je planina služila kao osmatračnica u vrijeme turskih osvajanja. Vrh Zir je bio idealno mjesto za kontroliranje Ličkog polja i puta Udbina-Ploča-Mogorić-Ribnik koji je tada bio najvažnija prometnica. Druga predaja govori o tome da je svojom ljepotom uvijek mamio poglede putnika, odnosno izazivao – zurenje. O Ziru je narod ispjevao i pjesme.
Planina Zir je uvrštena kao kontrolna točka u Hrvatsku planinarsku obilaznicu i obilaznicu Lički gorski biseri.